# 14号阿肯色州州道
14号阿肯色州州道（英語：Arkansas Highway 14，AR14，Ark. 14）是位于美国阿肯色州北部的一条东西走向的州级公路，长227.35英里（365.88），西起布恩縣的与密苏里州交界处的湖泊，东至密西西比縣的与田纳西州交界。